# تومي هارون
تومي هارون (بالإنجليزية: Thomas Dean Aaron)‏ هو لاعب غولف أمريكي، ولد في 22 فبراير 1937 في غينسفيل في الولايات المتحدة.

## وصلات خارجية
- تومي هارون على موقع رابطة لاعبي الغولف المحترفين (الإنجليزية)
- تومي هارون على موقع قاعة جورجيا للمشاهير الرياضية (مؤرشف) (الإنجليزية)
- تومي هارون على موقع إن إن دي بي (الإنجليزية)